# Alí II ibn Úmar
Alí (II) ibn Úmar (àrab: علي بن عمر, ʿAlī b. ʿUmar) (?-883) fou un emir de la dinastia idríssida del Magrib. Fill d'Úmar ibn Idrís, el va succeir com a feudatari del país dels sinhadja i els ghumara del Rif quan aquest va morir el 853. Va governar el Rif del 853 al 866 i el Rif i Fes del 866 al 883.
Yahya ibn Yahya, emir de Fes, es va casar amb la seva filla. L'emir portava una vida de llibertí i un dia va provocar un escàndol que el va obligar a fugir de la seva residència i refugiar-se al barri dels Andalusins de Fes, on va morir en circumstàncies desconegudes (866). Llavors Abd-ar-Rahman ibn Abi-Sahl al-Judhamí, un notable de Fes, del barri dels Qarawiyyín, va prendre el poder aprofitant el descontentament general, però la filla d'Alí va demanar ajut al seu pare, que va venir a la ciutat i es va apoderar del barri dels Qarawiyyín i després de tota la ciutat i es va proclamar emir.
Durant el seu regnat es va revoltar a les muntanyes de Madyuna, al sud de Fes, Abd-ar-Razzaq, un kharigita sufrita a qui van seguir molts amazics. Després de diversos combats, Alí fou finalment derrotat el 883 i va haver d'abandonar Fes i refugiar-se amb la tribu awraba, entre els que va morir. Abd-ar-Razzaq va entrar a Fes i el barri dels Andalusins se li va sotmetre, però el dels Qarawiyyín es va resistir i va demanar ajuda a Yahya ibn al-Qàssim, anomenat al-Miqdam, fill i successor d'al-Qàssim ibn Idrís, senyor de Tànger i les seves dependències, incloent al-Basra. Yahya es va presentar a Fes, va ocupar el barris dels Andalusins, d'on va fugir Abd-ar-Razzaq, i va ser aclamat per la població com a emir.